# Joseph Brulliot
Joseph August Brulliot (auch Josef Augustin; * 1739 in Mannheim; † 9. August 1827 in München) war ein deutscher Maler.

## Leben
Brulliots erste bekannte Station ist die Kunstakademie Düsseldorf. Über seine Ausbildung zum Historienmaler und seinen Weg nach Mannheim ist nichts weiter bekannt. Er wurde Sekretär der Kunstakademie Düsseldorf, später auch Professor der Akademie. Nach dem Tod von Anton Wisselinck (1771) war er zugleich Inspektor der Gemäldegalerie Düsseldorf. Einen großen Teil seiner Werke schuf er in Düsseldorf, wobei ein erheblicher Teil 1794 bei einem Brand zerstört wurden.
Brulliot folgte 1805 mit seiner Familie der Galerie nach München. Dort wurde er ebenso Inspektor der Galerie. Dieses Amt behielt er bis zu seinem Tod. Er starb nach kurzer Krankheit. Werke von ihm wurden in Düsseldorf erhalten, so bewahrt die Kunstakademie dort das Werk Abraham will den Isaak opfern auf.
Der Kunsthistoriker Franz Brulliot war sein Sohn und der Jurist, Sänger und Schauspieler Karl Johann Brulliot sein Enkel.